# Patria Pasi

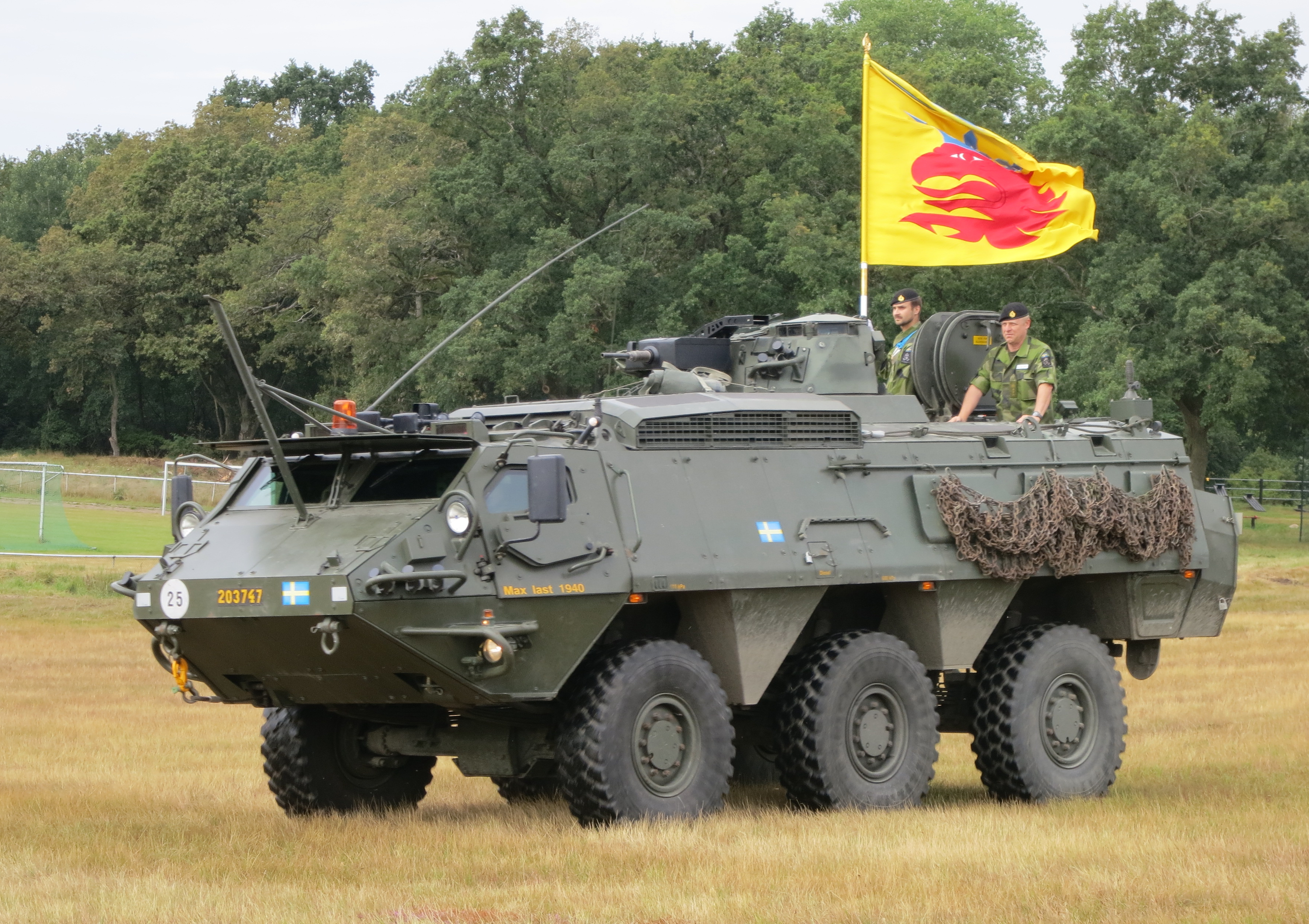
Sisu ХА-203 в шведській армії

Pasi (зазвичай називають Sisu Pasi або Patria Pasi, з назвою виробника) — сімейство фінських бронетранспортерів з колісною базою 6х6. Розроблені компанією Sisu на початку 1980-х років для заміни БТР-60ПБ. Серійне виробництво тривало з 1983 до 1997 року на потужностях компанії Sisu Auto, після чого перейшло до Patria. Оригінальною модифікацією серії є XA-180.
Бронетранспортери серії ХА широко використовуються у різних миротворчих операціях і в російсько-українській війні (з 2022).

## Опис
Екіпаж складають три особи, місткість десантного відділення — вісім піхотинців. Вхід / вихід у десантне відділення — 2 двері у кормовій частині та 2 аварійних люки на даху відділення. Бронезахист протикулевий, протиуламковий. БТР обладнаний дизельним двигуном та автоматичною трансмісією.
Залежно від потреб замовника, встановлюється озброєння широкого спектра, від кулемета калібру 7,62 мм до автоматичної гармати калібру 30 мм або гармати калібру 90 мм, протитанкові ракетні комплекси, зенітні ракетні комплекси тощо.

## Основні характеристики
- Довжина — 7,4 метра;
- Ширина — 2,9 метра;
- Висота — 2,6 метра;
- Вага (нормальна/максимальна) — 14,5/22 тонни;
- Місткість — 3 +8 особи;
- Потужність дизеля — 271 к.с;
- Швидкість пересування до 95 км/год;
- Дальність ходу — 800 кілометрів;
- Озброєння — основний 12,7 мм кулемет і додатковий 7,62 мм кулемет.

## Оператори
- Фінляндія — 104 бронетранспортери ХА-200;
- Швеція — 86 ХА-203S і 18 ХА-202S;
- Норвегія — 32 ХА-200;
- Україна — вперше про передачу XA-180/185 у рамках МТД для відбиття російської агресії стало відомо у вересні 2022 року.[1] Точна кількість невідома, але щонайменше 20 одиниць.[2]